# 알천교
알천교(閼川橋)는 대한민국의 경상북도 경주시 구황동과 동천동을 연결하는 북천의 다리이다. 주변에는 경주소방서, 경상북도경주교육지원청 등이 있다.

## 역사
- 1995년 1월 알천교로 개통.

## 같이 보기
- 경주교
- 구황교
- 보문교